# Neec Nonso
Neec Nonso (* 24. října 1990, Aguleri) je nigerijský umělec, který pracuje v oblasti rozšířené reality (AR), fotografie a filmové tvorby.
Je známý svou prací s názvem Vánoce a oblečení, která se zaměřuje na vzpomínky z dětství na vánoční oslavy v nigerijských vesnicích.
Neec je také uznáván pro svou AR tvorbu, které zkoumají témata, jako je víra v reinkarnaci, posmrtný život a kulturní tabu a mýty o smrti. Je členem fotokolektivu z roku 1884, panafrického fotografického hnutí; a African Photojournalism Database (APJD), což je společný projekt World Press Photo Foundation a Everyday Africa.

## Životopis
Neec Nonso se narodil v Aguleri ve státě Anambra, později se s rodinou přestěhoval do Lagosu. Vystudoval divadelní a filmovou vědu na Nigerijské univerzitě ve městě Nsukka.
V roce 2019 se stal vítězem revize portfolia na festivalu LagosPhoto a získal roční pobytový program s nadací African Artists Foundation. Nadace Prince Clause ho oznámila jako jednoho z 12 umělců, kteří v rámci mentorského programu v roce 2023 přetvářejí budoucnost svých měst.
Neec je absolventem mladých současníků Rele z roku 2022 a finalistou Art-X, Lagos.

## Ceny a ocenění
- 2023: Cena mentorství prince Clause [1]
- 2022: Cena Vantage Point Photography Award, Sharjah Art Foundation[12]
- 2019: Recenze fotografického portfolia Lagos[13]
- 2016: My Nigeria Photo Contest, Travel-next-door, Nigérie[14]

## Výstavy
Neec se zúčastnil několika výstav.

### Skupinové výstavy
- Hrnec horké polévky, Brunejská galerie/SOAS, Londýn.
- Obscura, Dnešní svět 18+, Metaverse.
- 2022 Young Contemporaries, Rele Gallery Lagos.
- Dobré věci přicházejí ve třech, Rele Gallery Los Angeles.
- Wa na wari, Wa na wari Umělecký prostor, USA.
- Yanga, African Artist Foundation, Lagos

### Samostatné výstavy
- Transcendental Signified, Rele Gallery[22][23]